# Labello

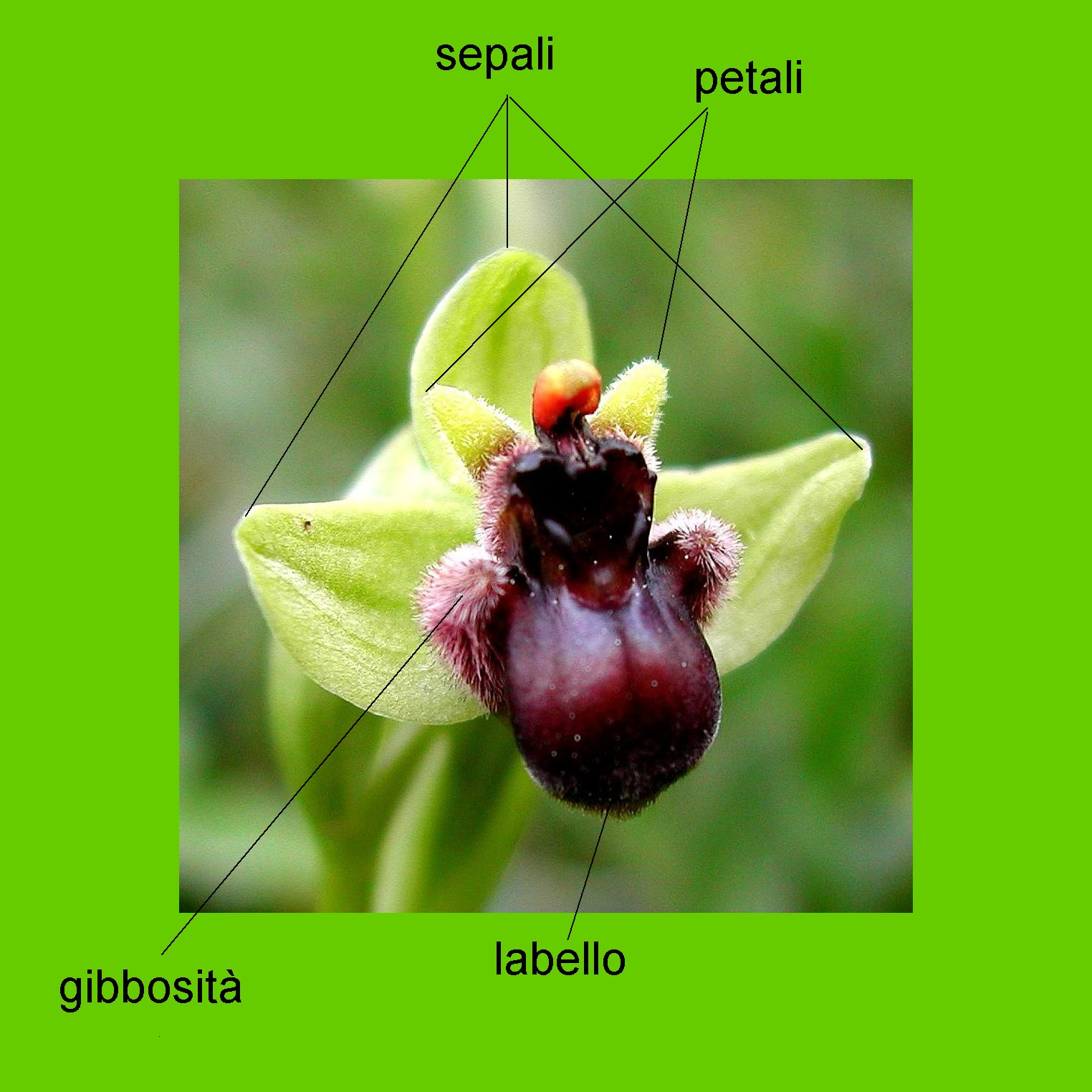
Schema descrittivo del fiore di Ophrys

Il labello è una parte del fiore delle orchidee. Il termine deriva dal latino labellum, diminutivo di labrum (labbro).

Si tratta di un petalo modificato il cui aspetto funge da richiamo per gli insetti impollinatori.
Ha forma, dimensioni e colore che differiscono notevolmente nelle varie specie. In talune specie il labello simula alla perfezione l'addome della femmina dell'insetto impollinatore.

## Alcuni esempi

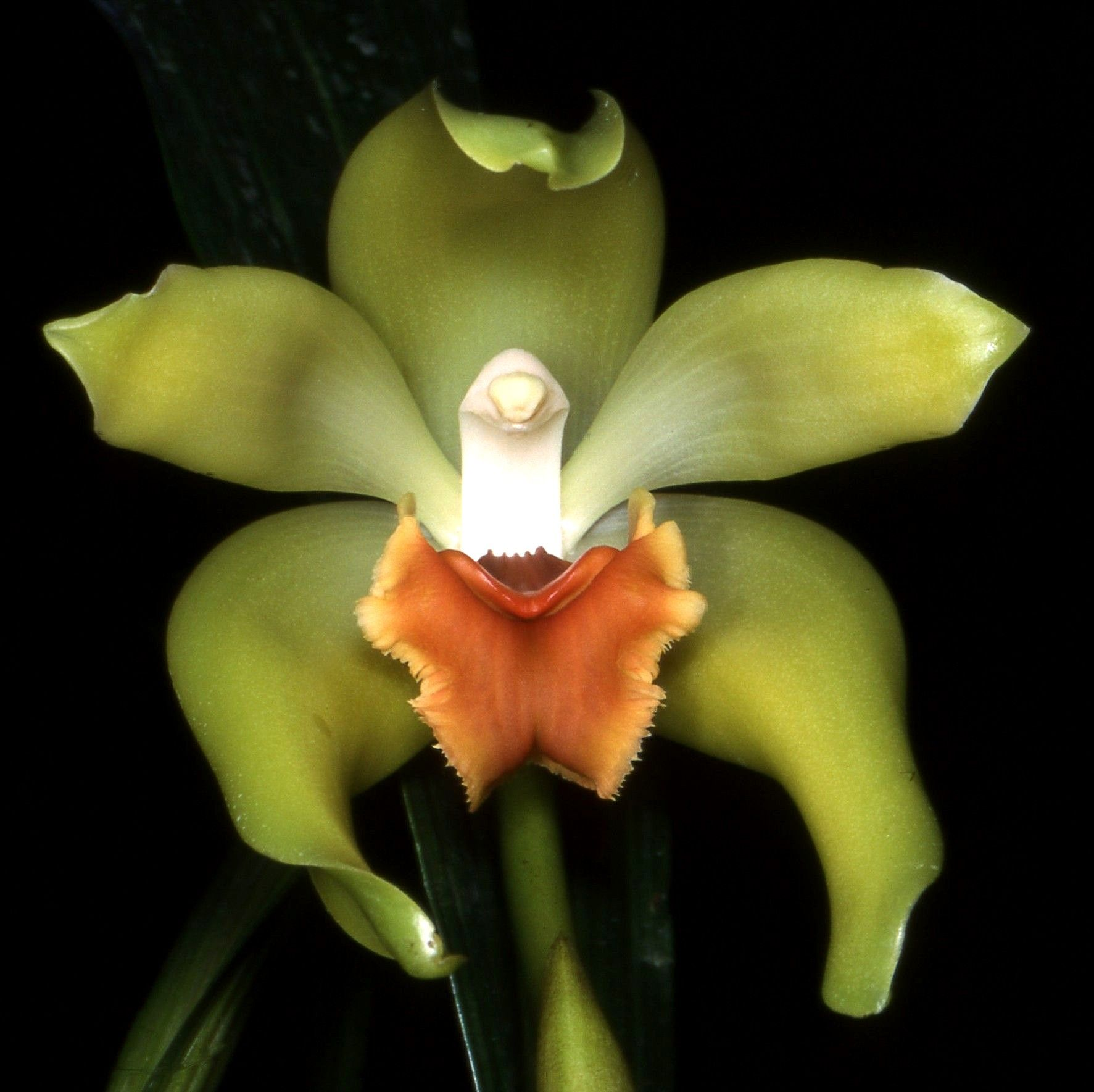
Sudamerlycaste cinnabarina
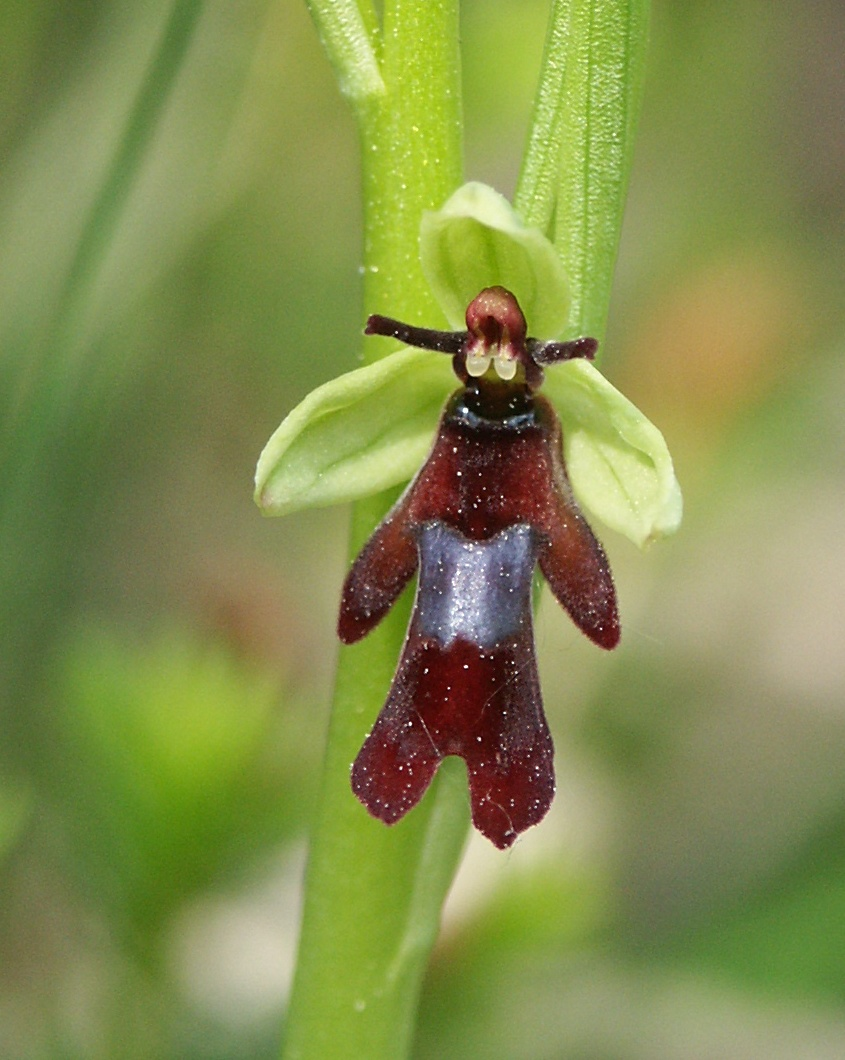
Ophrys insectifera
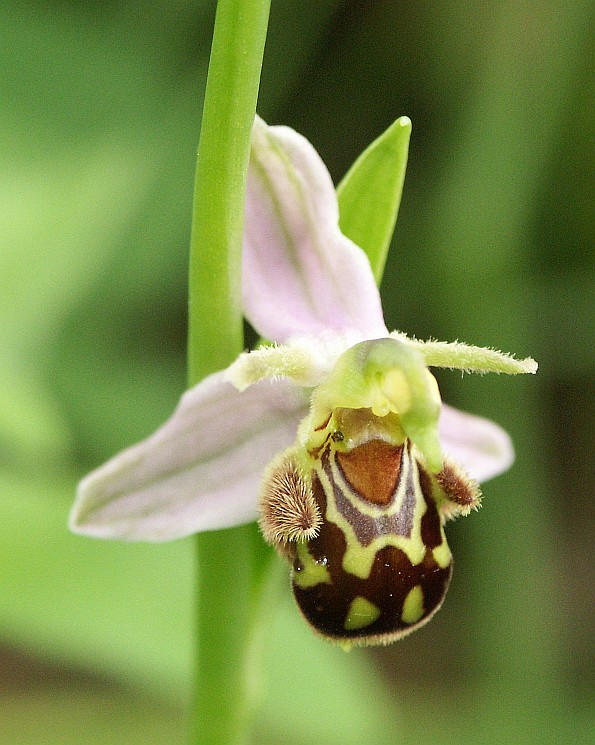
Ophrys apifera
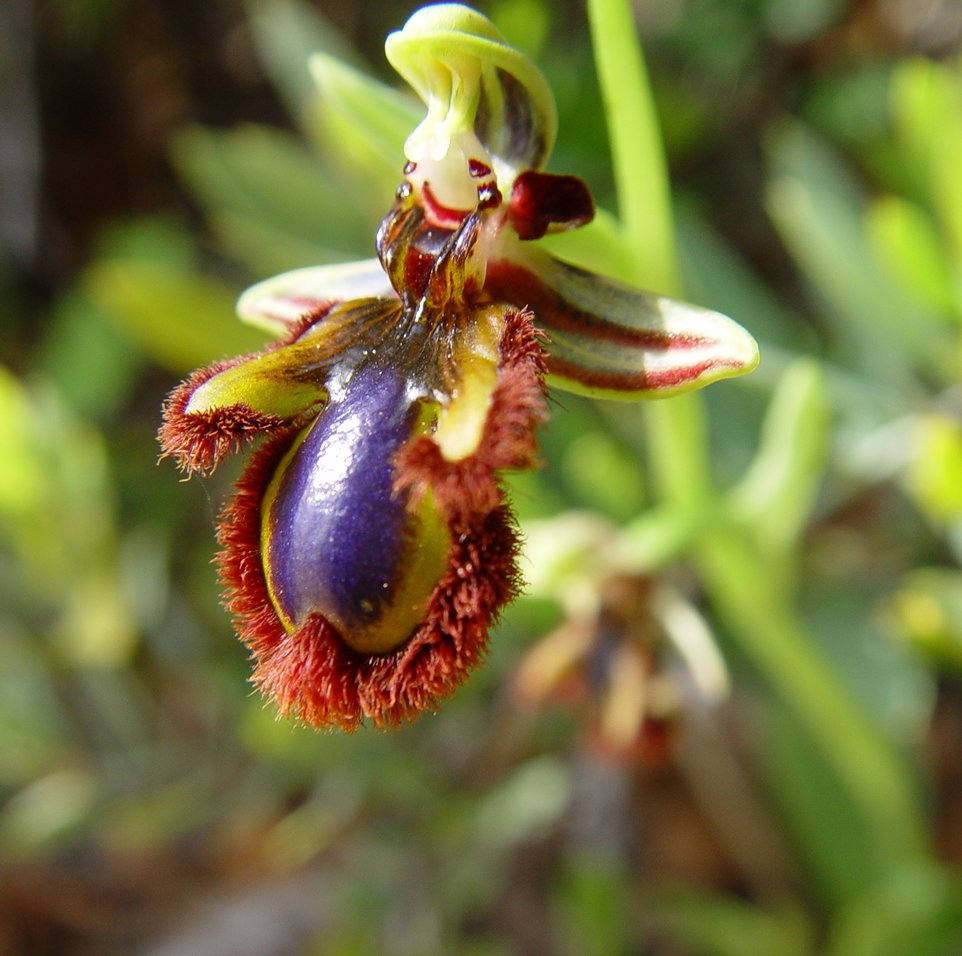
Ophrys speculum
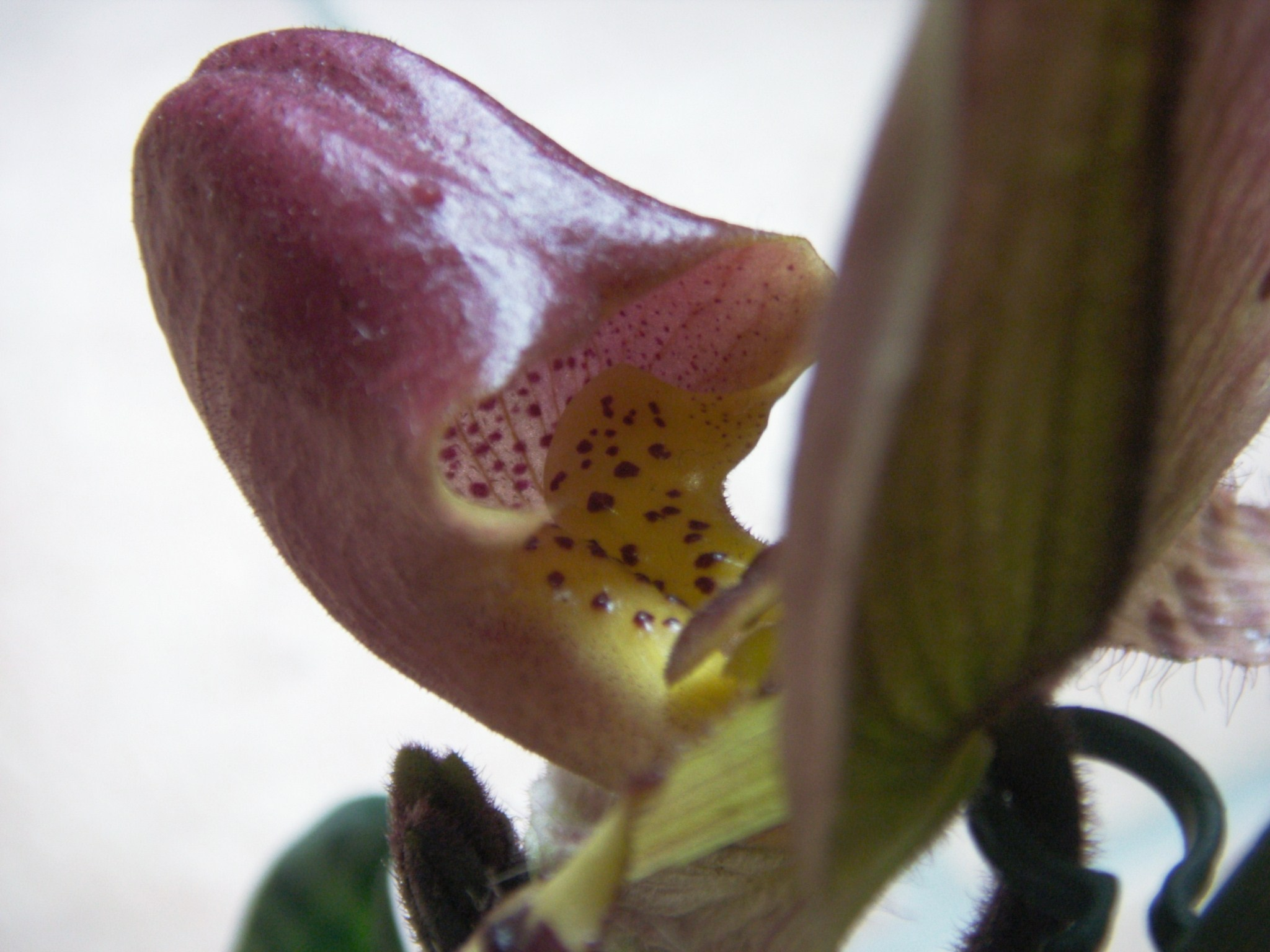
Paphiopedilum ibrido
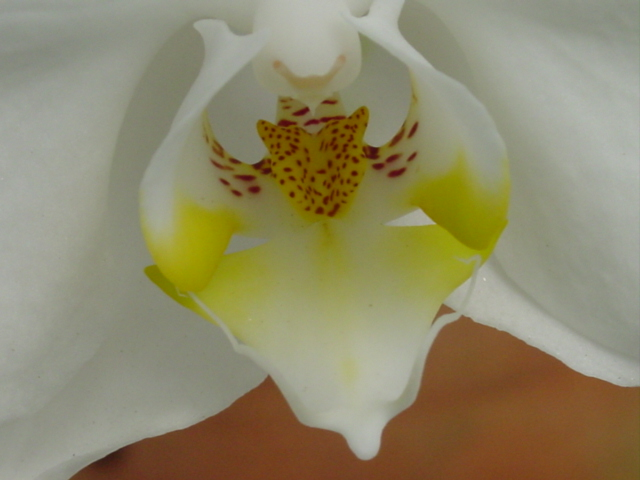
Phalaenopsis ibrido
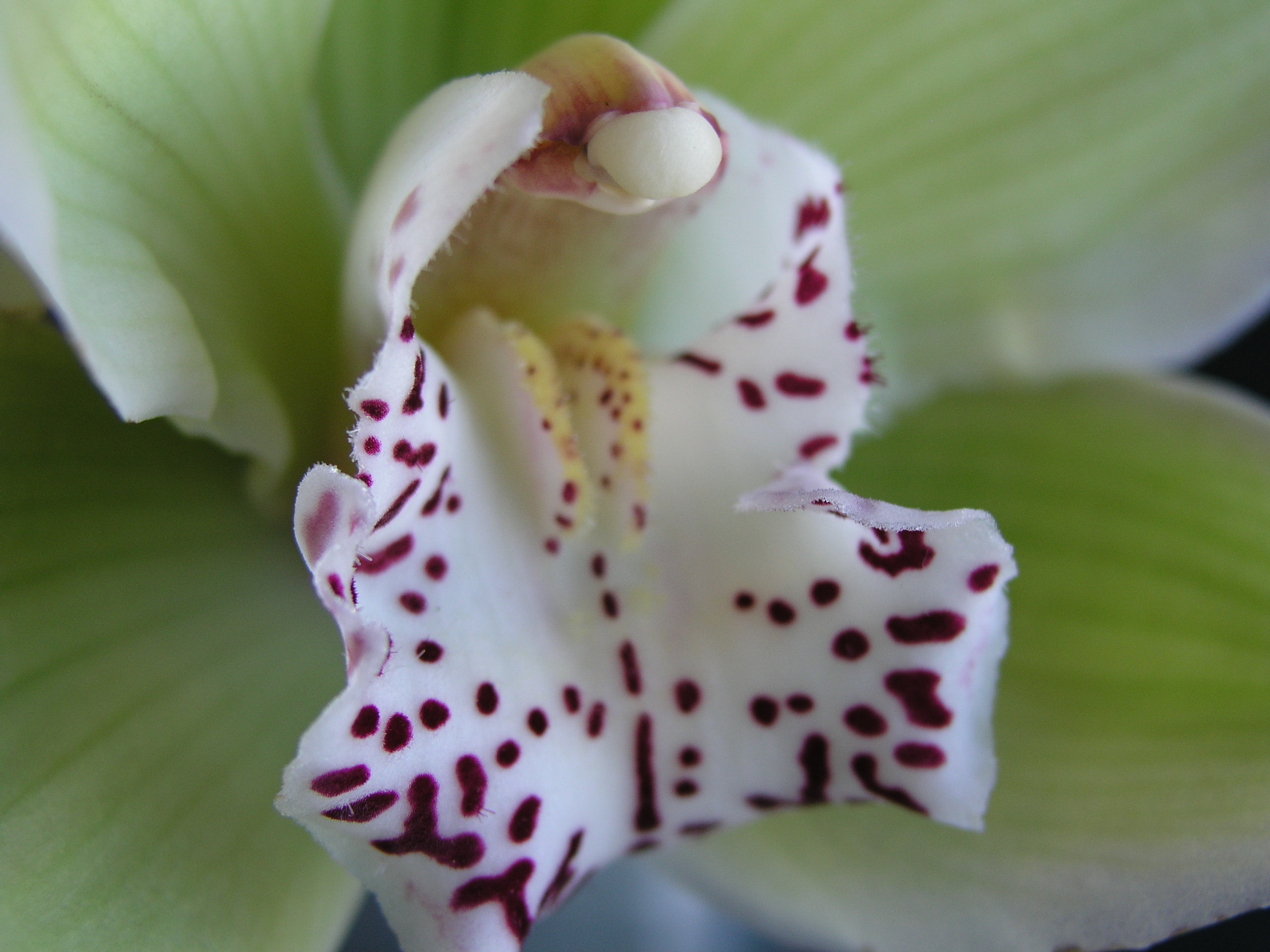
Cymbidium ibrido
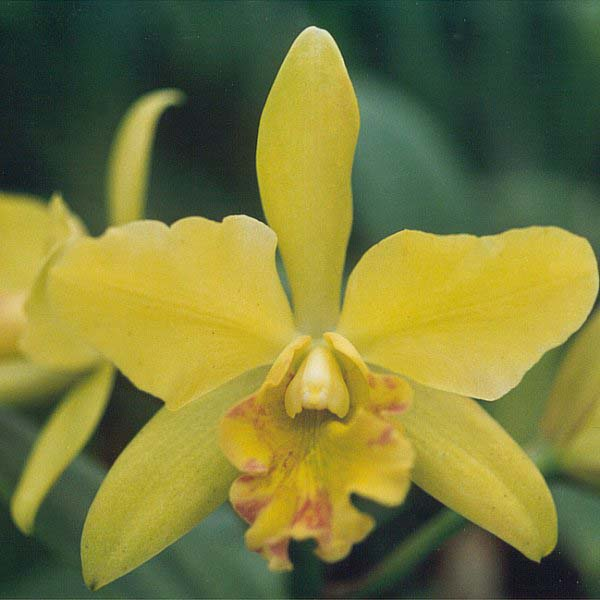
Cattleya ibrido